# The Face at Your Window
Pour plus de détails, voir Fiche technique et Distribution.
The Face at Your Window est un film américain réalisé par Richard Stanton, sorti en 1920.

## Synopsis
Des entrepreneurs se retrouvent confrontés à une grève organisée par des espions russes...

## Fiche technique
- Titre original : The Face at Your Window
- Réalisation : Richard Stanton
- Scénario : Edward Sedgwick
- Photographie : Horace G. Plympton
- Production : William Fox
- Société de production : Fox Film Corporation
- Société de distribution : Fox Film Corporation
- Pays d’origine :  États-Unis
- Langue originale : Anglais
- Format : noir et blanc — 35 mm — 1,37:1 — film muet
- Genre : drame
- Durée : 7 bobines
- Dates de sortie :  États-Unis : 31 octobre 1920

## Distribution
- Gina Relly : Ruth Kravo
- Earl Metcalfe : Frank Maxwell
- Edward Roseman : Kelvin
- Boris Rosenthal : Ivan Koyloff
- Walter McEwen : Hiram Maxwell
- Diana Allen : Dorothy "Dot" Maxwell
- Alice Reeves : Ethel Harding
- Fraser Coalter : Nicholas Harding
- William Corbett : Steve Drake
- Robert Cummings : Kravo
- Henry Armetta : Danglo
- Frank Farrington : le procureur